# 高山長五郎
高山長五郎（たかやま ちょうごろう、文政13年4月17日（1830年6月7日） - 明治19年（1886年）12月10日）は、上野国緑野郡高山村（現・群馬県藤岡市）出身の養蚕業者。清温育を生み出し日本中に広めた。
その遺跡である「高山社跡」は国の史跡に指定されており、世界遺産「富岡製糸場と絹産業遺産群」の構成資産となっている。

## 生涯
文政13年（1830年）4月17日に高山村で生まれた。高山家は戦国時代以降、この村に住むようになったと伝えられており、高山彦九郎と共通の先祖を持つという。
経済観念に乏しい父のもとで傾いていた家にあって、幼時に母をなくし、祖母に育てられた。この祖母が敬虔な気持ちを持って養蚕業に熱心に打ち込んでいたが、蚕病によってたびたび深い悲しみに暮れることがあった。幼い長五郎が養蚕の研究に打ち込むようになったのは、そうした祖母の姿に触発されたものであったという。
長五郎は、父が早々と隠棲したために18歳で家督を継ぐことになったが、苦労しながらも体制を整え、安政2年（1855年）、26歳のときに本格的な養蚕に着手することができた。しかし、蚕病に見舞われ、何度も失敗を重ねた。大きな母屋はかえって通気に難があり、周辺の木々によって日光も不足すると考えた長五郎は、母屋を売って蚕室を建てるが、それでも失敗した。その後、基礎から学び直すために先行する蚕書を読み漁り、養蚕農家を回って教えを乞い、野外では桑畑や野生種の蚕の観察に努めた。
文久元年（1861年）には、火気によって蚕室を暖める温暖育の手法を学び、7度目の挑戦となったこの年にようやく成功することができた。
長五郎はその後も養蚕技術の改良に努め、明治初期には清温育の基本が形成された。彼の元には教えを乞う者が現れるようになり、明治元年からは「高山流養蚕方」と称した自身の手法を他者にも教えるようになる。希望者が増えたため、明治3年（1870年）からは、選ばれた門下生たちが巡回指導を行うようになった。
明治6年（1873年）には高山組を組織し、これは明治17年（1884年）に高山社となった。長五郎が独自の「清温育」を確立したのは、この明治16年から17年ころのこととされている。清温育は、火気を取り入れて蚕室を暖める「温暖育」と、島村（現伊勢崎市境島村）の田島弥平が確立し、明治初期に広く用いられていた火気の使用を最小限にとどめ、蚕室の風通しを重視する「清涼育」を折衷する飼育法であった。
高山社は清温育の普及に大きく貢献することになるが、長五郎自身は明治19年（1886年）2月10日に病気により没した。辞世の句は「桑の根に魂（たま）はとゝめて枯にけり」であったという。墓所は興禅院。法名は高山院社叢隆長居士。
没した翌年、農商務相黒田清隆から賞状が送られ、明治25年（1892年）に賞勲局からの追賞があった。大正7年（1918年）、従五位を追贈された。
明治24年（1891年）10月1日藤岡町諏訪神社北隣に高山長五郎功徳碑が建てられ、平成26年（2014年）6月25日藤岡市有形文化財に指定された。

## 高山社跡

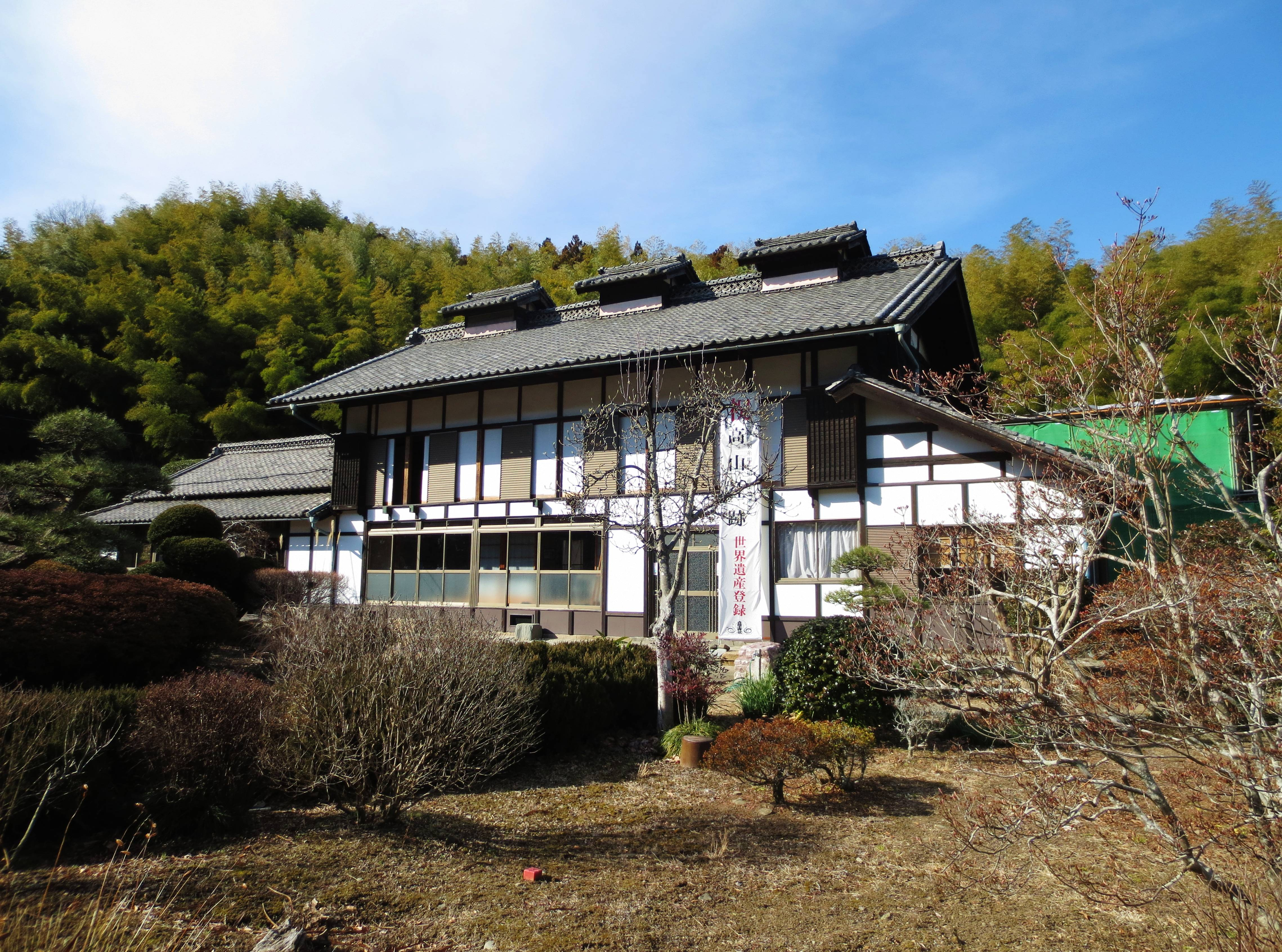
高山社跡

高山社跡は藤岡市に残る史跡で、長五郎が清温育に関する研究や指導を行なった旧宅である。高山社発足当初の本部でもあったが、本部は長五郎が没した翌年に高山から当時の藤岡町に移転している。

## 家族
高山氏は平姓を称し、永禄年間高山遠江守満重は管領上杉憲政に従って高山城に住み、その子右馬助重正は武田氏、後北条氏に属した。
- 曽祖父：高山長五郎[22]
- 祖父：高山勇右衛門[22]
- 父：高山寅三 - 足利藩士小林源左衛門次男[23]。
- 母：サヨ[23]
- 弟：木村九蔵[23]
- 妻：コウ - 緑野郡三本木村浦部幸七長女。三女を産んだ[16]。
- 長女：フサ[16]
- 婿養子：高山武十郎 - 北甘楽郡岩崎村鈴木文助次男。明治14年（1881年）フサと結婚した[16]。